# Камберленд (графство)
Камберленд (англ. Cumberland; /ˈkʌmbərlənd/) — традиционное графство на севере Англии. Столица — Карлайл.

## География
Общая площадь территории 3926 км² (11-е место среди традиционных графств).

## История
Историческое графство Камберленд было упразднено в 1974 году. Его территория вошла в состав церемониального графства Камбрия.

## Известные уроженцы
- Брэгг, Уильям Генри (1862—1942) — английский физик, лауреат Нобелевской премии по физике (1915);
- Вордсворт, Уильям (1770—1850) — английский поэт-романтик, представитель «озёрной школы»;
- Саути, Роберт (1774–1843) — английский поэт-романтик, представитель «озёрной школы»;
- Клаустон, Джозеф Сторер (1870—1944) — шотландский историк и писатель;
- Линдси, Александр, 25-й граф Кроуфорд (1812—1880) — шотландский историк, писатель;
- Майерс, Фредерик (1843—1901) — британский поэт, филолог, философ.